# Louvigny (Calvados)
 Louvigny  es una población y comuna francesa, situada en la región de Baja Normandía, departamento de Calvados, en el distrito de Caen y cantón de Caen-8.

## Demografía
| 771 | 951 | 1252 | 1384 | 1712 | 1766 |
| Para los censos de 1962 a 1999 la población legal corresponde a la población sin duplicidades (Fuente: INSEE [Consultar]) |     |      |      |      |      |